# Szahalini luc

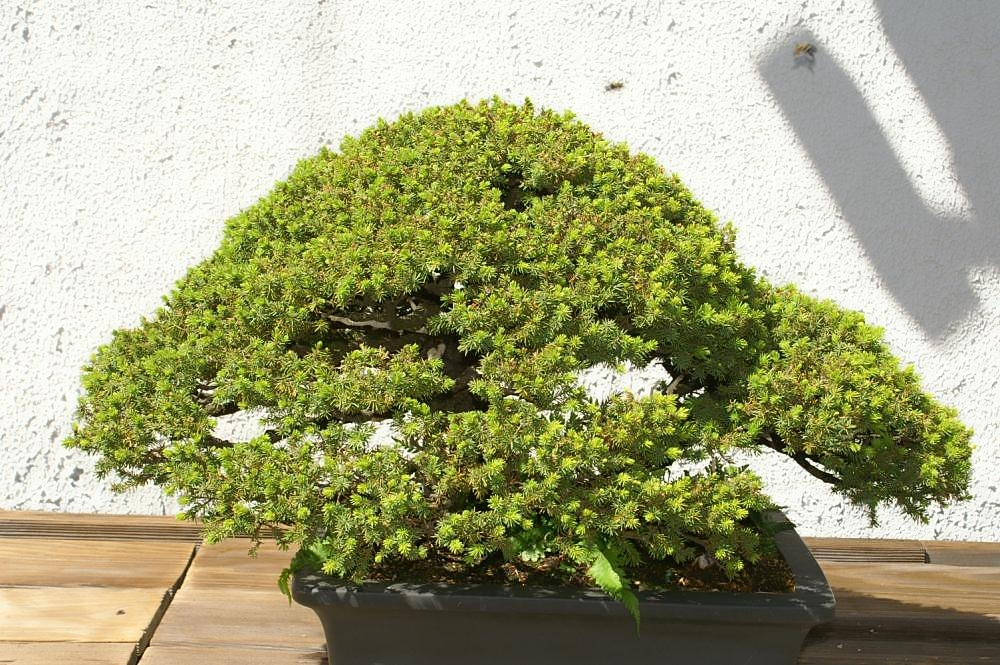
Bonszainak nevelt példány (Egyesült Államok Nemzeti Arborétuma, Washington)

A szahalini luc (Picea glehnii) a fenyőalakúak (Pinales) rendjében a fenyőfélék (Pinaceae) családjába sorolt lucfenyő (Picea) nemzetség egyik faja. Tudományos nevét első leírójáról, Peter von Glehn balti német botanikusról kapta.

## Származása, elterjedése
Japánban, Hokkaidó szigetén, valamint a névadó Szahalin déli részén és a Kuril-szigetek déli tagjain honos. Egy kis, elszigetelt populációja maradt fenn Honshu északi részén.

## Megjelenése, felépítése
Megjelenése a szerb lucéhoz (Picea omorika) igen hasonló, de koronája annál szélesebb.

## Életmódja, termőhelye
Teljesen télálló. A lucfenyő-gubacstetű (Adelges abietis) nem fertőzi. Fő elterjedési területén állománya stabil; védelme nem szükséges (IUCN).

## Felhasználása
Felhasználása jelentéktelen; a kertészetekben nem jött divatba. Bonszainak alkalmas.

## Képek

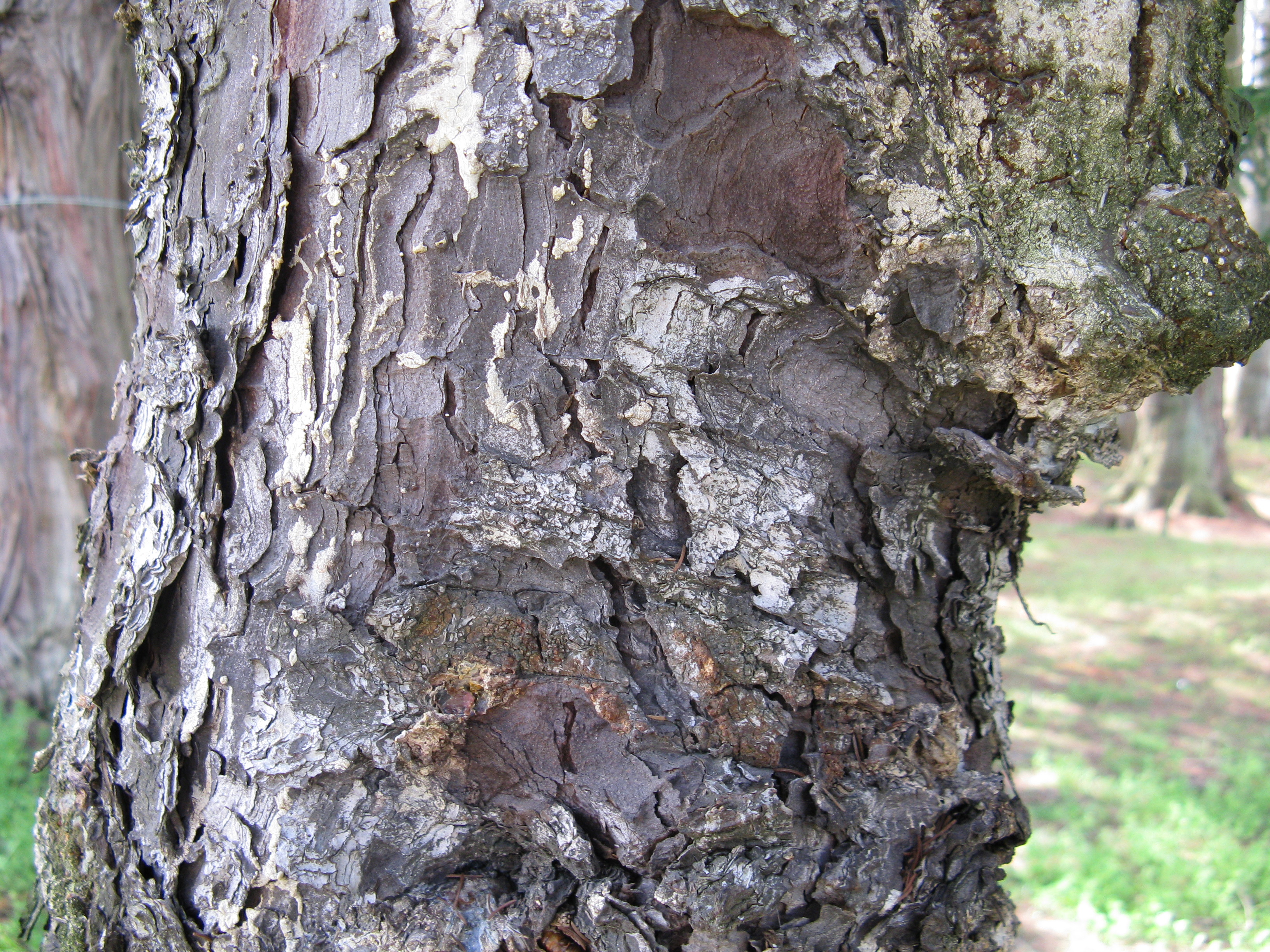
Pikkelyesen leváló kérge
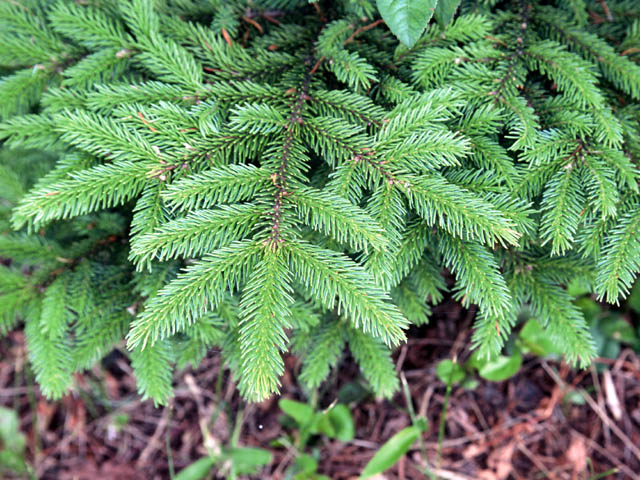
Magonca